# Bryconops affinis
Bryconops affinis är en fiskart som först beskrevs av Günther, 1864.  Bryconops affinis ingår i släktet Bryconops och familjen Characidae. Inga underarter finns listade.